# Лікарня Хуошеншань
Лікарня Хуошеншань (спрощ.: 火神山医院; ютпхін: Huǒshénshān Yīyuàn; букв. «Лікарня Бога вогню») — польова лікарня швидкої допомоги, побудована між 23 січня та 2 лютого 2020 року у зв'язку з поширенням коронавірусної хвороби в Китаї. Заклад розташований біля озера Чжіїнь в районі Цайдянь в Ухані в провінції Хубей, поруч із санаторієм робітників Уханя, і призначений для лікування хворих на COVID-19. З моменту завершення будівельних робіт лікарня перебувала під юрисдикцією та управлінням Народно-визвольної армії Китаю. Друга польова лікарня, лікарня Лейшеньшань, з використанням того ж плану будівництва, була відкрита 8 лютого. Ще 16 інших тимчасових лікувальних установ було створено в переобладнаних будівлях в Ухані для ізоляції та лікування випадків COVID-19. Лікарні Хуошеншань і Лейшеншань були закриті 15 квітня після припинення передачі інфекції в Китаї, майже через місяць після закриття інших тимчасових закладів.

## Етимологія
Ім'я «Хуошен» (кит.: 火神; «Бог вогню») названо на честь Чжужуна, важливого персонажа китайської міфології та китайської традиційної релігії, який був відомий як предок народу Чу, та імператора Янь, легендарного стародавнього китайського правителя з додинастичних часів, які також були відомі як предки китайського народу.
Ім'я «Хо» (кит.: 火; «Вогонь») також пов'язане з поняттям вогню (火) в у-сіні (кит.: 五行). У традиційній китайській медицині елемент метал (金) керує легенями (肺). Оскільки вогонь перемагає метал (火克金), назва виражає надію, що лікарня подолає респіраторну інфекцію, спричинену SARS-CoV-2, яка вражає легені.

## Історія
Будівництво лікарні розпочалося ввечері 23 січня 2020 року із запланованим завершенням будівництва 2 лютого. На початковому етапі десятки екскаваторів, бульдозерів та іншої землерийної техніки готували ґрунт. Потім тривало укладання кількох шарів циновки та бетону. Початково будівельна бригада була неукомплектована, багатьом робітникам доводилося працювати у дві зміни по 12 годин на день. Однак пізніше додалося більше працівників, кількість яких досягла 7 тисяч, які працювали цілодобово в три зміни.
Працівник зазначив, що вони починали працювати о 7 ранку і зазвичай закінчували працювати вночі; інколи їм доводилося працювати понаднормово до 12 ранку. Їжу доставляли до воріт будівельника керівники будівельних робіт, а потім їхні керівники роздавали працівникам; працівники зазвичай негайно поверталися до роботи після закінчення їжі на ділянці. З точки зору доходу, більшість працівників заробили понад 10 тисяч юанів за свою 8-денну роботу на цьому місці. Однак, оскільки вони перебували на карантині протягом 14 днів після повернення додому, і враховуючи витрати часу до Уханя і назад, середній місячний дохід був не набагато вищим, ніж у звичайних будівельників, які зазвичай отримують 8–9 тисяч юанів на місяць.
Остання цеглина лікарні була закладена 2 лютого 2020 року. Того дня ВПС Народно-визвольної армії почали транспортування медичного персоналу та матеріалів до Уханя для відкриття лікарні, а власне лікарню було передано НВАК. Того ж дня віце-прем'єр уряду Сунь Чуньлань оглянула приміщення та обладнання лікарні. Вже наступного дня, 3 лютого 2020 року, лікарня почала приймати хворих. Перший хворий поступив о 10:00.
Однак, за словами працівників об'єкта, 3 лютого для прийому хворих була відкрита лише 1 зона, тоді як 2, 3 і 4 зона не відкрилися до 7 лютого.
Державний мовник China Media Group вів трансляції з будівництва лікарні Хуошеншань і лікарні Лейшеншань, які разом мали в середньому близько 18 мільйонів одночасних переглядів 28 січня.
Лікарню закрили та опломбували 15 квітня в очікуванні можливого повторного відкриття у разі відновлення випадків хвороби.

## Дизайн
Лікарня створена за зразком лікарні Сяотаншань, яку побудували в передмісті Пекіна за 6 днів під час епідемії SARS у 2003 році. Лікарня Хуошеншань побудована поблизу озера Чжиїнь. Вона розрахована на 1000 ліжок, займає площу близько 60 тисяч м², і має 2 поверхи. У лікарні є 30 палат інтенсивної терапії, кабінети медичного обладнання та карантинні палати.
Для швидкого виконання будівельно-монтажних робіт лікарня побудована зі збірних блоків. Блоки були покладені на стовпи, щоб вони не відривалися від землі. Кожен блок мав площу близько 10 м² і був оснащений двома ліжками. У кожній кімнаті підтримувався негативний тиск, щоб запобігти поширенню мікроорганізмів з повітря за межі лікарні. У лікарні також були спеціалізовані системи вентиляції та двосторонні шафи, які з'єднували кожну кімнату для пацієнтів із коридорами, що дозволяло персоналу лікарні доставляти необхідне хворим без необхідності входити в кожну кімнату для пацієнтів. Лікарня підключена відеосистемою до госпіталю № 301 у Пекіні.

## Робота лікарні
Лікарню обслуговували 1400 медичних працівників, надісланих Народно-визвольною армією Китаю, до яких входили 950 осіб із госпіталів, що належать до Об'єднаних сил матеріально-технічного забезпечення Центральної військової комісії, і 450 осіб із медичних університетів НОАК, які були направлені до Уханя раніше. Лікарня також використовувала медичних роботів у своїй повсякденній роботі для доставки ліків і перенесення тестових зразків.
Згідно зі звітами Caixin, на будівництві працювали 63 робітники з міста Сянтань в провінції Хунань. Усі вони повернулися в Сянтань, і 7 лютого після завершення будівництва були відправлені на карантин місцевою владою. Станом на 14 лютого серед цих робітників були підтверджені 2 випадки COVID-19. Хоча джерело їх зараження ще не було підтверджено, вони вважали, що заразилися на будівництві, особливо після 3 лютого, коли була відкрита зона 1, і під час роботи. був дефіцит постачання масок для будівельників. Ці двоє працівників також стверджували, що деякі працівники кашляли під час роботи.